# Галоп (фильм)
«Галоп» (пол. Cwał) — польская трагикомедия 1995 года режиссёра Кшиштофа Занусси. Натурные съёмки фильма проводились в Червинске-над-Вислой и Лонцке.

## Сюжет
Варшава, начало 1950-х годов. Десятилетний Хуберт, сын солдата Армии Крайовой, приезжает к эксцентричной тёте Идалии. Подростковые годы Хуберта отмечены страстью к лошадям, привитой ему Идалией.

## В ролях
- Майя Коморовская — Идалия
- Бартош Обухович — Хуберт
- Каролина Вайда — Розмари
- Пётр Адамчик — Ксавье
- Пётр Шведеш — Доминик
- Анджей Шенайх — капитан кавалерии
- Галина Грыглашевская — тётя Идалии
- Славомира Лозинская — мать Губерта
- Станислава Целиньская — Юстина Виневар, жена министра
- Кристина Бигельмайер — преподаватель
- Агнешка Вархульска — директор школы
- Гжегож Вархол — директор народной спортивной команды
- Лев Рывин — министр
- Яцек Вольщак — Владек
- Томаш Ярош — отец Владека
- Ежи Моес — учитель
- Здислав Шимборский — священник, освещающий сарай
- Кшиштоф Занусси — в роли самого себя
- Славомир Федерович — человек, извлекший платину из тела своей умершей тёти
- Павел Бурчик — охранник в Натолине
- Матеуш Грыдлик — Казик
- Александр Джаст
- Пол Тик

## Награды
- 1997 — «Золотой Витязь»: приз «Серебряный Витязь»